# Yolande Bonhomme
Yolande Bonhomme (1490–1557) foi uma impressora e vendedora francesa de livros litúrgicos e devocionais em Paris. Ela estava entre um punhado de editoras de livros femininas importantes em Paris durante esse tempo, incluindo Charlotte Guillard, Françoise Louvain e Marie L'Angelier.
Ela era filha de Pasquier Bonhomme, ele próprio um impressor e um dos quatro livreiros nomeados da Universidade de Paris, e esposa de outro impressor, Thielmann Kerver. Ela começou a imprimir por conta própria após a morte do marido em 1522. As estimativas de sua produção variam de 136 (de acordo com Axel Erdmann) a 200 (de acordo com Beatrice Beech, com base em Renouard) publicações antes de sua própria morte em 1557. Como ela costumava usar o nome do marido no colofão para os primeiros livros, sua identidade como impressor pode ser difícil de identificar. A Universidade de Paris e a Igreja Católica são contadas entre seus patronos. Ela publicou um livro de horas em 1523 e outro em 1546; ambos os livros sobreviveram. Em 1526, ela se tornou a primeira mulher a publicar a Bíblia.